# Jessyka Ngauamo
Jessyka Ngauamo (* 3. Dezember 1995 in Auckland) ist eine australische Beachvolleyball– und ehemalige Volleyballspielerin sowie eine Netballnationalspielerin für Tonga.

## Karriere

### Karriere Halle
Die Außenangreiferin stand in der Auswahl der Juniorennationalmannschaft, die bei den Asienspielen 2012 den neunten Platz erreichte. Beim 3:0-Sieg gegen Turkmenistan war sie die beste Spielerin ihrer Mannschaft. In der folgenden Saison stand sie als Freshman für die UCLA Bruins auf dem Volleyballfeld. Dies blieb ihre einzige Hallensaison an der Hochschule, da sie zunächst durch Verletzungen und später durch die Konzentration auf den Sport im Sand in Kalifornien nicht mehr beim Spiel sechs gegen sechs aktiv wurde. Nach dem Abschluss des Studiums griff sie noch eine Spielzeit lang für die Queensland Pirates an und erreichte mit der Mannschaft die australische Vizemeisterschaft.

### Karriere Beach
Ngauamo wurde 2012 bei der Jugend-WM in Larnaka mit Rebecca Reeve Neunte. 2013 kam sie mit verschiedenen Partnerinnen bei der nationalen Tour zweimal auf den fünften Platz. Anschließend trat sie auf der Continental Tour erstmals mit Mariafe Artacho an und erreichte immer die Top Ten. Bei den Asienmeisterschaften der unter Einundzwanzigjährigen standen die Australierinnen auf der obersten Stufe des Podests. In Corrientes spielten sie ihren ersten Grand Slam. Bei den Weltmeisterschaften der U23 in Mysłowice und der U21 in Umag kamen sie auf die Plätze siebzehn und neun. Bei der WM 2013 in Stare Jabłonki schieden sie sieglos nach der Vorrunde aus. Mit Georgia Davey konnte Ngauamo das Ergebnis aus Kroatien ein Jahr später bei der gleichen Veranstaltung wiederholen. Im Junior-Jahr an der Uni gewann sie mit Zana Muno alle neun Spiele. Dafür wurden die beiden als Pac-12 Beach-Volleyball All-Tournament Team und an vierter Stelle als 2016 NCAA All-Tournament Team nominiert. Anfang 2017 gelang Jessyka Ngauamo wieder mit Mariafe einer ihrer größten Erfolge. Die beiden standen im Endspiel des Zwei-Sterne-Events von Sydney. Dies war der erste Einzug eines australischen Duos in ein Finale der FIVB World Tour seit 2009. Im weiteren Verlauf des Jahres startete Ngauamo mit Nicole Laird erfolglos bei Major- und Grand-Slam-Events und sieglos bei der WM, ehe mit Louise Grice die Viertelfinalteilnahme beim Drei-Sterne-Wettbewerb in Qinzhou gelang.
Ab 2018 bildeten Jessyka Ngauamo und Phoebe Bell ein Beachduo. Die beiden erreichten im ersten Jahr ihrer Zusammenarbeit dritte Plätze auf Langkawi und in Nantong, gewannen das Ein-Stern-Turnier von Daegu und standen beim Drei-Sterne-Wettbewerb in Haiyang in der Runde der besten acht Teams. In der folgenden Saison erkämpften sie Bronze bei den Asienmeisterschaften und gelangten bei Zwei-Sterne-Wettkämpfen in den chinesischen Städten Nantong und Nanjing ins Viertelfinale. In den nächsten beiden Jahren nahmen sie hauptsächlich Veranstaltungstermine im Heimatland wahr. Eine Goldmedaille sowie einige Bronzeränge und Semifinalteilnahmen waren das Ergebnis. Anschließend trennte sich das Beachpaar. Ngauamo nahm 2022 und 2024 nur noch sporadisch mit verschiedenen Partnerinnen an nationalen Turnieren teil.

### Karriere Netball
Die in Neuseeland geborene Sportlerin wurde 2023 ins Team von Tonga für die Netball-Weltmeisterschaft berufen. Die Landesauswahl hatte sich zum ersten Mal für den Wettbewerb qualifiziert und beendete das Turnier auf dem achten Platz von sechzehn Nationen.

## Auszeichnungen
- 2016: Pac-12 Beach Volleyball All-Tournament Team
- 2016: NCAA All-Tournament Team No. 4 Pair[5]

## Sonstiges
Angela und Johnny Ngauamo, ein ehemaliger professioneller Rugbyspieler, sind die Eltern der Athletin. Ashley heißt ihre ältere Schwester und Isaac ihr jüngerer Bruder. Ihre Heimatstadt Gold Coast liegt in Queensland. Dort besuchte sie auch die Benowa State High School. Neben Volleyball und Beachvolleyball war sie zu Schulzeiten im Basketball, Schwimmen, Geländelauf und Netball aktiv.